# Kyakhta

Localização da República da Buriácia na Rússia.

Kyakhta  ou Khyagt (em russo:  Кя́хта) é uma cidade da Rússia pertencente à República da Buriácia. Está situada nas margens do rio Kyakhta perto da fronteira Mongólia-Rússia. Além da cidade de Kyakhta, o seu território também inclui Troitskosavsk, situada 3 km a norte, e Ust-Kyakhta, a 16 km.
Kyakhta foi fundada por Savva Raguzinsky como lugar de comércio entre a Rússia e o Império Qing em 1728. Kyakhta converteu-se em terminal oriental da Grande Rota da Sibéria para Moscovo, e prosperou graças ao comércio transfronteiriço com Altanbulag que era então uma cidade comercial chinesa chamada Maimachin. O comércio baseava-se essencialmente em trocas, com os comerciantes a cruzar a fronteira para fazer negócios.
A fundação da cidade foi acompanhada por um tratado, um dos primeiros entre a China e uma nação ocidental, o chamado Tratado de Kyakhta, que estabeleceu os acordos comerciais e definiu a fronteira entre a Sibéria e o Império Qing e os territórios da Mongólia e Manchúria. Como resultado deste acordo, Khyakhta era um exclusivo ponto de comércio na fronteira.
Nessa época, os russos vendiam peles, têxteis, couro e gado, e os chineses  vendiam seda, algodão, chá, frutas, porcelana, arroz, velas, ruibarbo, gengibre e almíscar.
Com a abertura em 1860 do comércio a toda a fronteira entre Rússia e China, Kyakhta entrou em decadência. Passou a chamar-se "Troitskosavsk" durante a primeira parte do século XX, mas voltou a ter o nome de Kyakhta em 1935.
Hoje fica na estrada que une Ulan Ude a Ulan Bator. É importante local de comércio entre Rússia e Mongólia.

## Ligações Externas
- Localização de Kyakhta na Rússia.